# Schedomolgus
Schedomolgus is een geslacht van eenoogkreeftjes uit de familie van de Anchimolgidae. De wetenschappelijke naam van het geslacht is voor het eerst geldig gepubliceerd in 1972 door Humes & Stock.

## Soorten
- Schedomolgus arcuatipes (Humes & Ho, 1968)
- Schedomolgus crenulatus Kim I.H., 2009
- Schedomolgus dumbensis Kim I.H., 2003
- Schedomolgus exiliculus Humes, 1993
- Schedomolgus idanus Humes, 1993
- Schedomolgus insignellus Humes, 1993
- Schedomolgus majusculus Humes, 1993
- Schedomolgus parvipediger Kim I.H., 2009
- Schedomolgus tener (Humes, 1973)
- Schedomolgus tenuicaudatus Kim I.H., 2003
- Schedomolgus walteri Kim I.H., 2003